# ジドウスポーツ
ジドウスポーツ（jidou SPORTS）は、香港の Jidou Studios Limited が製作したアニメーション作品『jidougames』のリメイク版である。日本語版の製作はJidouSports製作委員会（中部日本放送・J SPORTS・TI ComNet）。

## 概要
主人公たち4人が2チームに分かれ、世界各地でアルファベットの頭文字にちなんだ場所とスポーツで対決を繰り返す。日本語版の放送回数はアルファベット数と同じ全26話。なお『jidougames』は自国向けの続編も製作されている。

## キャラクター
日本語版の吹き替えは劇団『ヨーロッパ企画』の団員が担当しており、最初に映像を見た後アドリブで台詞を話す「即興アフレコ」を行っている。
ジドウ（Jidou） - 永野宗典
主人公。ジャズと共にジドウチームを組む。スポーツマン。
ジャズ（Jazz） - 本多力
ジドウの相棒。クールだが落ち込みやすい。
ドクター・ジェフ（Dr.Jeff） - 石田剛太
ジドウのライバル。ジュードと共にジェフチームを組む。自作のメカ使い。
ジュード（Judo） - 諏訪雅
ジェフの相棒。やんちゃで陽気。
女の子 - 新かな子など
回ごとに様々な女性が現れ、メンバーの手助けをしたり何かを渡す。
ナレーション - 中川晴樹
ルール説明の時に登場。メンバーにツッコミを入れることもある。

## 放送局
一部の放送局では動画の解像度とフレームレートを抑えて放送している。
- J sports
  - J sports ESPNで不定期放送
- 中部日本放送
  - 2010年2月1日 - 3月18日 深夜に不定期で放送
- テレビ神奈川
  - 2010年4月4日 - 10月10日 毎週日曜日10:00 - 10:15
  - 2010年10月5日 - 2011年5月 毎週火曜日深夜25:00 - 25:15

## DVD
- 『jidou SPORTS』全4巻 中部日本放送